# Jon Burr
Jonathan H. „Jon“ Burr (* 22. Mai 1953 in Huntington, Long Island, New York) ist ein US-amerikanischer Jazz-Bassist, Pianist und Komponist.
Jon Burr stammt aus einer Familie von Amateurmusikern; er begann zunächst Klarinette und Fagott zu spielen, bevor er zum Bass als Hauptinstrument wechselte. Seine Musikerkarriere begann er durch Empfehlung von Marian McPartland; 1969 nahm er am Sommerprogramm des Berklee College of Music teil, um anschließend von 1970 bis 1975 an der University of Illinois zu studieren. Danach zog er nach New York, wo ihn Jim McNeely aufnahm. Er arbeitete u. a. 1976/77 in der Big Band von Buddy Rich und 1978 bei Horace Silver und Stan Getz.
Von 1980 bis 1985 war er Begleitmusiker von Tony Bennett; 1986 entstanden Aufnahmen mit Stephane Grappelli und Chet Baker (Cool Cat). Ende der 1980er Jahre arbeitete er in Broadwayshows und verschiedenen klassischen Orchestern; 1990 wirkte er an Roland Hannas Album Double Exposure mit. Nach 1991 leitete er eine eigene Formation, mit der 1993 sein Debütalbum My Own Words für das Label Cymekob aufnahm und spielte Mitte der 1990er Jahre erneut bei Grappelli und Hanna. Burr wirkte außerdem an Aufnahmen und Auftritten von Dorothy Donegan, Barbara Cook, Hank Jones, den Brecker Brothers, Jim McNeely, Jack Wilkins und des Count Basie Orchestra mit. Er tritt auch als Mitglied von Mark O’Connors Hot Swing Trio auf.
Jon Burrs Kompositionen wurden u. a. von Chet Baker, Lou Donaldson, Mel Lewis und Barry Miles gespielt bzw. aufgenommen. Der Bassist ist nach eigenen Angaben von Ron Carter, Richard Davis und Paul Chambers beeinflusst. Er hat mehrere Lehrveröffentlichungen wie das Buch The Untold Secret to Melodic Bass vorgelegt.